# Beneath... Between... Beyond...
 (mai 2017).
Si vous disposez d'ouvrages ou d'articles de référence ou si vous connaissez des sites web de qualité traitant du thème abordé ici, merci de compléter l'article en donnant les références utiles à sa vérifiabilité et en les liant à la section « Notes et références ».
Albums de Static-X
Shadow Zone
(2003) Start a War
(2005)
Beneath... Between... Beyond... est le seul album-compilation du groupe de metal industriel américain Static-X, sorti en 2004.
Il est composé de titres précédemment inédits, remixes, reprises, et de titres originaux du groupe en version demo.

## Liste des titres
| 1.    | Breathe                                     | | 2:32 |
| 2.    | Deliver Me                                  | Massacre à la tronçonneuse (remake de 2003)                                                                                     | 2:37 |
| 3.    | Anything but This                           | single Black and White / BO du film Resident Evil (2002) / album Machine (import japonais)                                      | 4:04 |
| 4.    | S.O.M.                                      | EP The Death Trip Continues et compilation MTV The Return of the Rock                                                           | 3:22 |
| 5.    | Down                                        | album Wisconsin Death Trip (édition japonaise) et single Push It                                                                | 3:15 |
| 6.    | Head                                        | Unreleased Wisconsin Death Trip recording session / ECW Anarchy Rocks soundtrack version                                        | 2:46 |
| 7.    | So Real                                     | album The Death Trip Continues / BO du film Scream 3 (2000)                                                                     | 5:41 |
| 8.    | Crash                                       | BO du film d'animation Batman, la relève : Le Retour du Joker (2000) / album The Deep Red Connection du groupe Mephisto Odyssey | 3:35 |
| 9.    | Push It (JB's Death Trance mix)             | | 3:33 |
| 10.   | I'm With Stupid (Paul Barker remix)         | | 4:32 |
| 11.   | Burning Inside (feat. Burton C. Bell)       | Reprise de Ministry / BO du film The Crow 3: Salvation (2000)                                                                   | 4:14 |
| 12.   | Behind the Wall of Sleep                    | Reprise de Black Sabbath (album Nativity in Black II)                                                                           | 3:32 |
| 13.   | Gimme Gimme Shock Treatment                 | Reprise de Ramones (We're a Happy Family: A Tribute to Ramones)                                                                 | 2:03 |
| 14.   | I Am (demo)                                 | Inédit (enregistré en 1996) | 2:55 |
| 15.   | Love Dump (demo)                            | Inédit (enregistré en 1996) | 4:28 |
| 16.   | Get to the Gone (demo : répétition du live) | Inédit (enregistré en 2000) | 2:30 |
| 17.   | New Pain (demo)                             | Inédit (enregistré en 2002) | 2:50 |
| 18.   | Otsegolectric (demo)                        | Inédit (enregistré en 2002) | 2:53 |
| 61:24 |                                             | |      |

## Crédits

### Membres du groupe
- Wayne Static : chant, guitare
- Tony Campos : basse, chœurs
- Ken Jay : batterie
- Koichi Fukuda : guitare, samples
- Tripp Eisen : guitare

### Équipes technique et production
- Production : Ulrich Wild, Wayne Static
- Programmation : Koichi Fukuda, Wayne Static
- Producteur délégué : Tom Walley
- Mastering : Tom Baker
- Mixage : Ulrich Wild, Wayne Static
- Ingénierie : Ulrich Wild
- Artwork : P.R. Brown
- Photographie : Vanessa Villalba, Anna Perry, Jeremy Saffer